# Leanderklasse (fregatten)

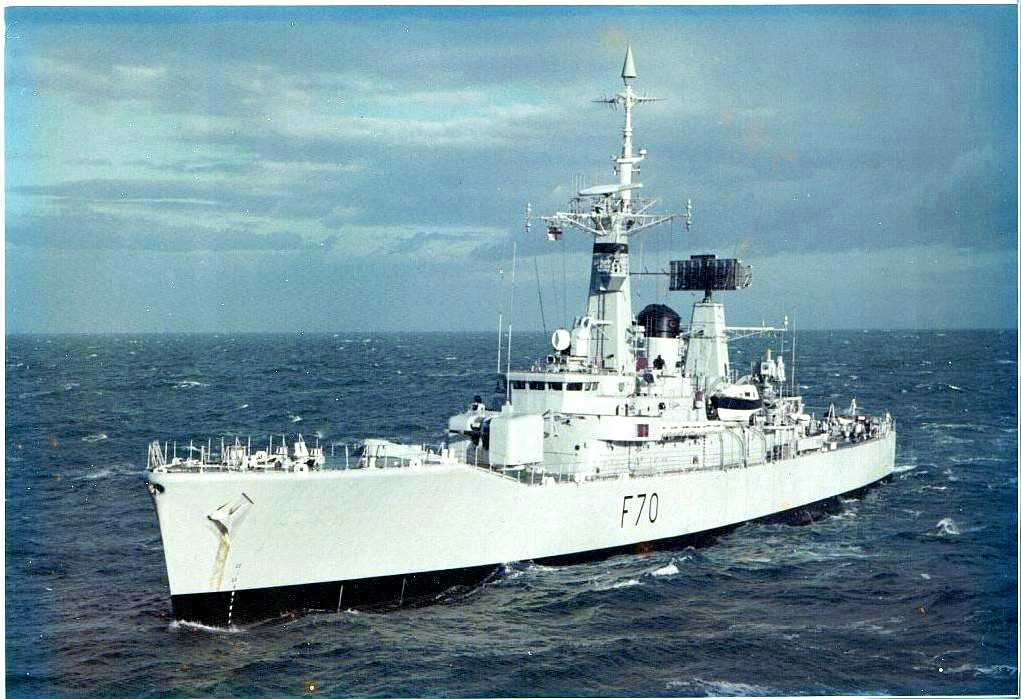
HMS Apollo in 1976

De Leanderklasse was een serie van 26 fregatten die in de jaren zestig en zeventig voor de Britse Royal Navy gebouwd zijn.
De fregatten (Improved Type 12) waren een verdere ontwikkeling van de Rothesay- (Modernised Type 12) en Whitbyklasse (Type 12) fregatten.
Lag de nadruk bij de voorgaande 2 klassen vooral op onderzeebootbestrijding, de Leander was meer bedoeld als een General Purpose fregat dat ook gebruikt zou moeten worden voor verkenningen en een beperkte luchtverdedigingscapaciteit kreeg door plaatsing van Sea Cat luchtdoelraketten.
Het eerste schip, HMS Leander, was oorspronkelijk zelfs als 13e schip van de Rothesay klasse op stapel gezet, maar werd tijdens de bouw doorgezaagd en verlengd.

## Bewapening
De hoofdbewapening bestond uit het Vickers Mk. 6 geschut, geplaatst in een toren met 2 kanonnen met een kaliber van 4,5 inch (114mm). Voor luchtverdediging werden één of twee lanceerinrichtingen voor de Sea Cat gevoerd en aanvullend daarop 2 mitrailleurs van 20 of van 40 mm. Voor onderzeebootbestrijding bevond zich een Limbo dieptebommortier aan boord. De schepen hadden een hangar en vliegdek dat geschikt was voor een Westland Wasp helikopter. De Wasp kon een anti-onderzeeboottorpedo meevoeren.

## Buitenlandse verkopen
Fregatten van de Leander klasse zijn ook geleverd aan:
- Chili (2 stuks, in 1974). Het land nam in de jaren negentig nog 2 schepen over die bij de Royal Navy uit dienst zijn gesteld.
- Nieuw-Zeeland (2 stuks, in 1966 en 1971).
- India (6 stuks, tussen 1972 en 1977 in gebruik genomen) en
- Nederland (eveneens 6 stuks, in 1967 en 1968 in gebruik genomen) werden in licentie gebouwd als de Van Speijkklasse.

## Moderniseringen
In de jaren zeventig zijn diverse schepen gemoderniseerd. Meestal werd dan het kanon verwijderd en vervangen door een lanceerinrichting voor de Ikara, voor Exocet zeedoelraketten of door een lanceerinrichting voor de Sea Wolf luchtdoelraket.

## Einde
In de jaren tachtig werden alle schepen uit dienst gesteld en vervangen door fregatten van Broadswordklasse (Type 22) of fregatten van de Dukeklasse (Type 23). Sommige exemplaren werden naar het buitenland verkocht of zijn gebruikt als doelschip.